# Dioptria
|  | Pel que fa a la unitat de mesura de les lents, vegeu Diòptria. |

Dioptria I i II és un àlbum doble de Pau Riba publicat en dues parts de manera separada per la discogràfica Concèntric el 1970 i 1971. És el primer àlbum de Pau Riba en solitari després del seu pas pel Grup de Folk.
El primer LP, construït conceptualment entorn de la dona i amb una sonoritat clarament rock, es va publicar el 1970 on Pau Riba hi canta acompanyat pel grup Om, amb Toti Soler i Jordi Sabatés. El segon LP es va publicar l'any següent, acompanyat aquí per alguns amics com Albert Batiste i Jaume Sisa, és força menys produït, amb un format més acústic, més proper al folk, i conceptualment adreçat a l'home.
La seva edició va ser controvertida: el provocatiu text de presentació de Pau Riba va ser respost en la mateixa funda del disc per l'editora. Es va presentar en un concert mític a la desapareguda Sala Price de Barcelona el 1970, amb Joe Skladzien i Música Dispersa, on Pau Riba va actuar acompanyat pel grup Om.
Dioptria ha estat considerat el millor disc de la història del rock i la cançó en català, segons la llista publicada per la revista Enderrock en el seu número 100. S'ha reeditat en format CD.
Dioptria I (1970)
- Kithou
- Rosa d'abril (l'amor s'hi posa)
- Noia de porcellana
- Ars erotica (non est mihi)
- Ja s'ha mort la besàvia
- Helena, desenganya't
- Mareta bufona
- Vostè (tu, tu mateixa)

Dioptria II (1971)
- Cançó 7a en colors
- L'home estàtic
- Simfonia núm. 1
- Simfonia núm. 2
- Simfonia núm. 3
- Taxista

## Músics que formen part de l'enregistrament[3]
- Albert Batiste
- Jaume Sisa
- Pau Riba
- Doro (baix)
- Josep Polo (percussió)
- Toti Soler (guitarra)
- Romà Escalas (flautes)
- Jordi Sabatés (teclats)
- Philipp Otto Runge (portada del disc)
- Rafael Poch, Ricard Casals (enginyers)
- F. Fruiza, Ll. Casals, R. Casares (fotografia)
- Francesc Casademont, Maria Pacheco, Mercè Pastor (col·laboradors)